# Барышовка (Башкортостан)
Барышовка (Барашовка, Бараши) — упразднённое в 1968 году село в Малоустьикинском сельсовете Мечетлинского района Республики Башкортостан. 

## География
Располагалось в 10 км от села Малоустьикинское.

## История основания
Основана в начале XIX в. (приблизительно в 1810—1812 годах) кунгурским мещанином Минеем Барашовым на левом берегу Суи, на горе около лога Ташлакул. Барашов, как гласит история, за берестяной туесок медных денег (объёмом около литра) выкупил тысячу десятин земли у башкир, кочевавших на правом берегу Суи на взгорье под названием «Каравашек». Сделку скрепили рукопожатием, без оформления бумаг (юридических документов не обнаружили).
Спустя годы во время ревизии у Барашова начали отбирать землю, поскольку документов на земельный надел не было. Барашов в Красноуфимске с помощью адвоката Кунгуриева оформил все документы на земельный надел на условии, что 500 десятин он берет себе за услуги. Остальные 500 десятин с лесом оформляются гербовой бумагой на Минея Барашова .
В 19-20 вв. в Красноуфимском уезде Пермской губернии. 
В 1926 году Барышовка передана в состав Башкирии, войдя в Больше-Окинскую волость (документ № 49 от 7 июня 1926 года). 
В 1930 году Барышовка в составе колхоза «Партизан», в 1932, после реорганизации, Барышовка, Нижнее Бобино, Верхнее Бобино вошли в колхоз им. Кирова. 
В 1941 году на базе Барышовки организовали колхоз «Заря» (председатель И. Е. Ярушин). 
В 1950 году «Заря» объединили с Нижним и Верхним Бобино, новый колхоз получил имя Сталина (председатель В. М. Скрябин). 
Барышовка перестала существовать в 1968 году (31.10.1968 № 6-2 / 180) .

## Инфраструктура
Перед Великой Отечественной войной в Барышовке построили конный двор, зерносклад, ферму, клуб, ясли. В 1936 году построили начальную школу. В связи с укрупнением из Барышовки инфраструктуру перевели в Нижнее Бобино, закрыли школу, магазин..

## Население
Согласно переписям: 1939 — 68 чел., 1959 — 99 чел.
На фронт Великой Отечественной ушел 41 барашовец, вернулись 13
.